# 달릴라 (무용가)
달릴라(스페인어: Dalilah, 아랍어: دليلة, 본명: 아델라이다 앙굴로 아그라문트(스페인어: Adelaida Angulo Agramunt), 1936년 7월 7일 ~ 2001년 9월 17일) 또는 델리아 투리나(스페인어: Delia Turina)는 스페인과 이집트의 무용가이다. 20세기 중반에 벨리댄서로 활동하면서 큰 인상을 남겼다.

## 생애
달릴라는 1936년 7월 7일에 스페인 마드리드에서 태어났으며 3세 시절부터 무용 강사의 가르침을 받으면서 무용가로서의 경력을 쌓았다. 캐런 태프트(Karen Taft)로부터는 발레를, 라 키카(La Quica), 레글라 오르테가(Regla Ortega)로부터는 플라멩코를 배웠고 호세 루이스 우다에타(José Luis Udaeta)로부터는 스페인 고전 무용을, 루이사 페리세(Luisa Perice)로부터는 볼레로를 배웠다.
달릴라는 1954년에 스페인 출신의 남자 무용가였던 호세 몰리나(Jose Molina)와 함께 처음으로 이집트 여행에 나섰고 사미아 가말, 나디아 가말, 타헤이야 카리오카와 같은 이집트의 유명 인사들과 함께 춤을 추는 사람들이 공연을 펼쳤다. 부부는 예술에 대한 관점의 차이로 인해 이혼했는데 달릴라는 하룻밤 사이에 자신이 이집트의 가수였던 와디 알사피(Wadih Al Safi)를 통해 용기를 얻게 된다. 달릴라는 벨리댄스의 리듬을 따라 하기 위해 스페인 출신의 무용가로서의 경력을 포기하게 된다.
달릴라는 1959년에 이집트 카이로에서 나그와 푸아드와 함께 나일 힐튼(Nile Hilton) 호텔 개관 기념 공연에 참석했다. 콘래드 힐튼은 마사 하이어, 제인 러셀, 밴 존슨을 비롯한 할리우드의 유명 인사들을 이 자리에 초대했다. 달릴라는 이집트의 여러 무용가들과 경쟁을 펼쳤고 자신에 대한 조언을 남겼던 타헤이야 카리오카의 후견인이라는 특권을 누렸다.
달릴라는 이란의 모하마드 레자 팔라비와 소라야 에스판디아리바흐티아리 부부, 이집트의 파루크 1세, 요르단의 후세인 1세, 사우디아라비아의 파이살 빈 압둘아지즈 알사우드, 바레인의 술탄을 비롯한 중동 지역의 왕족들 이외에 이집트의 가말 압델 나세르 대통령, 유고슬라비아의 요시프 브로즈 티토 대통령, 레바논의 카밀 샤문 대통령을 비롯한 여러 정치인들의 수행 요원으로 활동했다. 이집트에서 몇 년 동안 거주한 달릴라는 1960년대 초반에 이집트에서 활동하던 3개의 관현악단과 함께 유럽 여행에 나섰다. 특히 이탈리아를 방문하던 동안에는 페데리코 펠리니가 주최한 개인 모임에서 자신이 감독을 맡았던 영화 《달콤한 인생》에서 공연 요청을 받았을 정도로 큰 인기를 받았다고 한다.
달릴라는 유럽 공연을 마치고 레바논 베이루트로 돌아와서 호텔 페니키아(Hotel Phoenicia), 카지노 뒤 리방(Casino du Liban)에서 공연을 펼쳤는데 그 곳에서 영국 런던에서 온 가수이자 남편인 폴 킹(Paul Kin)을 만났다. 하지만 중동에서 전쟁이 발발하면서 달릴라와 폴 킹 부부는 일시적으로 멕시코로 떠났다.
달릴라는 1974년에 미국 네바다주 라스베이거스로 이주하여 댄스 스튜디오와 부티크를 열었다. 달릴라는 10년이 넘는 기간 동안에 미국의 관객들에게 순수하고 진정한 이집트의 벨리댄스, 민속무용을 가르쳤다. 또한 마흐무드 레다를 미국의 관객들에게 소개하기 위하여 그를 미국으로 초대하기도 했다.
달릴라는 1977년부터 1978년 사이에 이집트 문화부가 카이로에서 주최한 "벨리댄서들이 꿈을 꾼다" 투어에 참여했다. 이 공연은 미국의 여성들은 물론 타헤이야 카리오카, 사미아 가말, 소헤이르 자키를 비롯한 전설적인 전문가들로부터 정통 벨리댄스와 문화를 제공받았다. 이 투어는 많은 언론의 관심을 받았는데 미국 ABC에서는 20/20 프로그램을 통해 방영되기도 했다.
달릴라는 1984년에 자신의 고향인 스페인 마드리드에서 은퇴했는데 스페인에서는 프란시스코 프랑코의 통치 이후에 벨리댄스가 발달했다는 사실을 알게 된다. 달릴라는 2000년에 마스터 클래스, 영화 안무, 프로 코치를 맡았고 "아라베스크" 공연에 출연하면서 다시 주목을 받았다. 2001년 9월 17일에 스페인 마드리드에서 향년 65세를 일기로 사망했다.

## 출연 작품

### 영화
- 《눈은 흔적을 남긴다》 (Los ojos dejan huellas, 스페인, 1952년)
- 《도냐 프란시스키타》 (Doña Francisquita, 스페인, 1952년)
- 《메리 캐러밴》 (La alegre caravana, 스페인, 1953년)
- 《알렉산더 대왕》 (Alexander the Great, 미국, 1955년)
- 《내가 어떻게 너를 잊겠니》 (Keyf Ansak, 이집트, 1957년)
- 《너의 목소리》 (Soutak, 레바논, 1959년)
- 《후아나 라 로카》 (Juana la Loca, 스페인, 2001년)

### 텔레비전 프로그램
- 《달릴라 쇼》 (Dalilah Show, 레바논, 1959년)
- 《슈 슈 쇼 스페셜》 (Shoo Shoo Show Special, 레바논, 1959년)
- 《카테리나 발렌티 쇼》 (Caterina Valenti Show, 핀란드, 1963년)
- 《언제나 일요일》 (Siempre en Domingo, 멕시코, 1972년)
- 《마이크 더글러스 쇼》 (Mike Douglas Show, 미국, 1976년)
- 《제리 루이스 텔레톤》 (Jerry Lewis Telethon, 미국, 1977년)
- 《ABC 20/20 쇼》 (ABC 20/20 Show, 미국, 1977년)
- 《문도 문디알. 카날 그란 비아》 (Mundo Mundial. Canal Gran Vía, 스페인, 2001년)
- 《텔레5 노솔로무시카》 (Tele5 Nosolomúsica, 스페인, 2001년)